# フルス・ベーチェット
フルス・ベーチェット（オスマン語: خلوصی بهجت、英語: Hulusi Behçet、1889年2月20日 - 1948年3月8日）は、トルコの医師、教授。
日本語の文献において、ハルシ・ベーチェットとも表記されることがある。
1937年に血管が炎症を起こす病気について発見、発表し、その後ベーチェット病と呼ばれるようになった。以前、肖像がトルコの切手に印刷されていたこともある。